# サンタ・マリア・ラ・マジョール
サンタ・マリア・ラ・マジョール伝道所 (Reducción de Santa María la Mayor) は、アルゼンチン・ミシオネス州カンデラリア県にあるイエズス会伝道所跡のひとつ。グアラニー族のキリスト教化などを目的として1626年に建造された。
1744年には993人が暮らしていたが、1767年のイエズス会退去令の後に放棄された。
サン・イグナシオ・ミニなどとともに、1984年に「グアラニーのイエズス会伝道所群」の一つとしてユネスコの世界遺産に登録された。